# ۱۳۶۷ (میلادی)
۱۳۶۷ (میلادی) هزار و سیصد و شصت و هفتمین سال تقویم میلادی است.

## درگذشتگان
‎